# Tommy O'Haver
Tommy O'Haver (Indianapolis, 24 ottobre 1968) è un regista e sceneggiatore statunitense.

## Filmografia

### Regista
- Billy's Hollywood Screen Kiss (1998)
- Get Over It (2001)
- Ella Enchanted - Il magico mondo di Ella (Ella Enchanted) (2004)
- An American Crime (2007)
- La donna più odiata d'America (The Most Hated Woman in America) (2017)

### Sceneggiatore
- Billy's Hollywood Screen Kiss (1998)
- An American Crime (2007)
- La donna più odiata d'America (The Most Hated Woman in America) (2017)